# Szecessziós ház (Bécs)

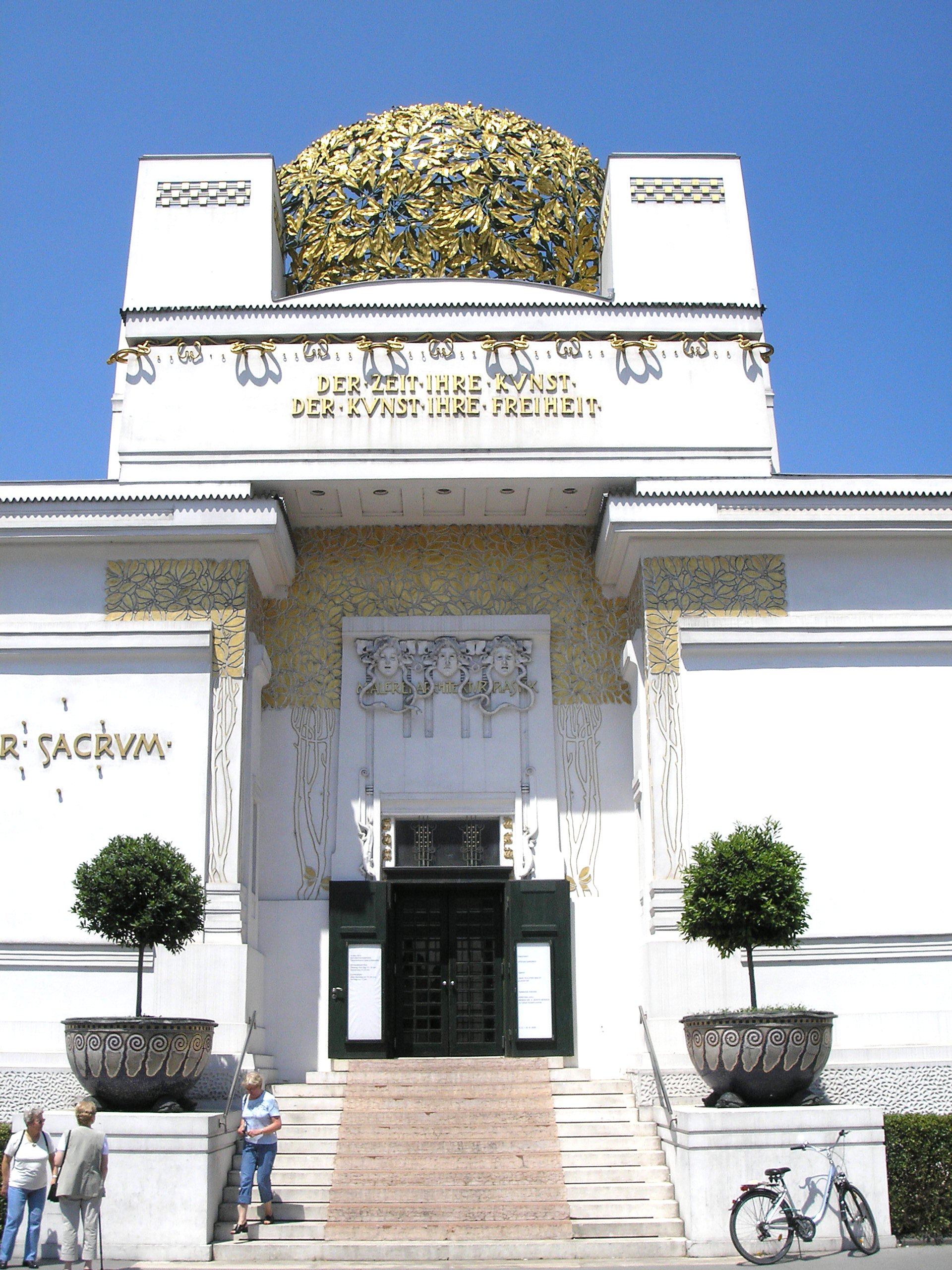
A szecessziós ház Bécsben

A bécsi szecesszió kiállítóterme, a köznyelvben egyszerűen csak Secession, Joseph Maria Olbrich tervei alapján készült 1897–1898-ban mint a kortárs művészet kiállítóterme. (Ezt a funkciót máig ellátja.) Az osztrák szecesszió egyik legkiemelkedőbb képviselője. A zömök és egyszerű épület tetejét aranyozott „lombkupola” díszíti, amely a művészet és a természet egymáshoz hasonló kibontakozását szimbolizálja. Az épület költségét a Secession Művészegyesület tagjai teremtették elő, Bécs városa ingyen biztosította a telket az építkezéshez. A kupola alatt aranyozott betűkkel olvasható a szecesszió mottója, amely a magyarországi születésű Hevesi Lajos tollából származik: Der Zeit ihre Kunst, der Kunst ihre Freiheit ([Legyen meg minden] korszaknak a művészete, a művészetnek a szabadsága).